# Estany Rodó
L'Estany Rodó est un lac d'Andorre situé dans la paroisse d'Encamp à une altitude de 2 373 m.

## Toponymie
- Estany est un terme omniprésent dans la toponymie andorrane, désignant en catalan un « étang »[2]. Estany dérive du latin stagnum signifiant « étendue d'eau »[3].
- Rodó signifie « rond » en catalan et provient du latin rotundus de même signification[4],[5]. L'Estany Rodó est donc l'« étang rond ».

## Géographie

### Hydrographie
Sa superficie est de 1,2 ha pour une longueur d'environ 160 m et une largeur de 85 m. L'Estany Rodó reçoit les eaux de l'estany del Meligar puis alimente l'estany Primer. Il fait ainsi partie du bassin versant de la Valira d'Orient comme l'ensemble du cirque des Pessons.
| \| Estany Rodó \|                                                   |                                             |
| L'estany Rodó sur la carte des bassins hydrographiques de l'Andorre | La vallée de la Valira d'Orient à Grau Roig |
| Estany Rodó                                                         |                                             |

### Topographie et géologie
Le lac est situé au nord du cirque glaciaire des Pessons à une altitude de 2 373 m. Il est notamment surplombé par le pic Alt del Cubil et par le pic Baix del Cubil.
Comme l'ensemble de la principauté d'Andorre, l'estany Rodó appartient à la chaîne axiale primaire des Pyrénées. Le socle rocheux, comme dans tout le Sud-Est andorran, est de nature granitique, en raison de la présence du batholite de Mont-Louis-Andorre qui s'étend jusqu'en Espagne et couvre une surface de 600 km2.
| \| Estany Rodó \|                                  |                                                                              |
| L'estany Rodó sur la carte géologique de l'Andorre | La crête découpée du cirque granitique des Pessons surplombant l'estany Rodó |
| Estany Rodó                                        |                                                                              |

## Randonnée
Le lac est sur le trajet de deux des principaux chemins de randonnée en Andorre : le GR 7 et le GRP. Ce dernier est un chemin de randonnée long de 120 km formant une boucle au travers de toutes les paroisses du pays.

## Galerie

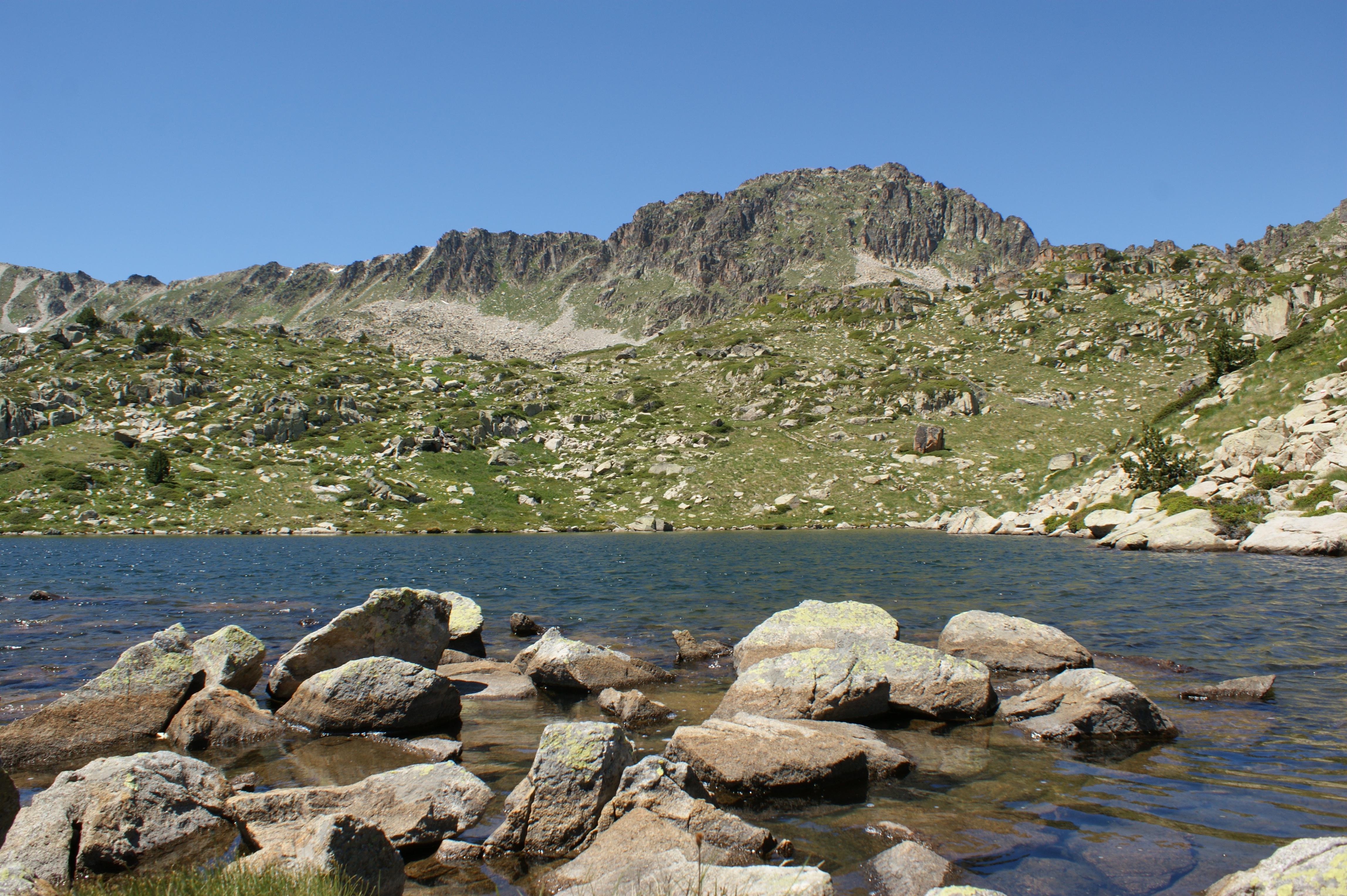
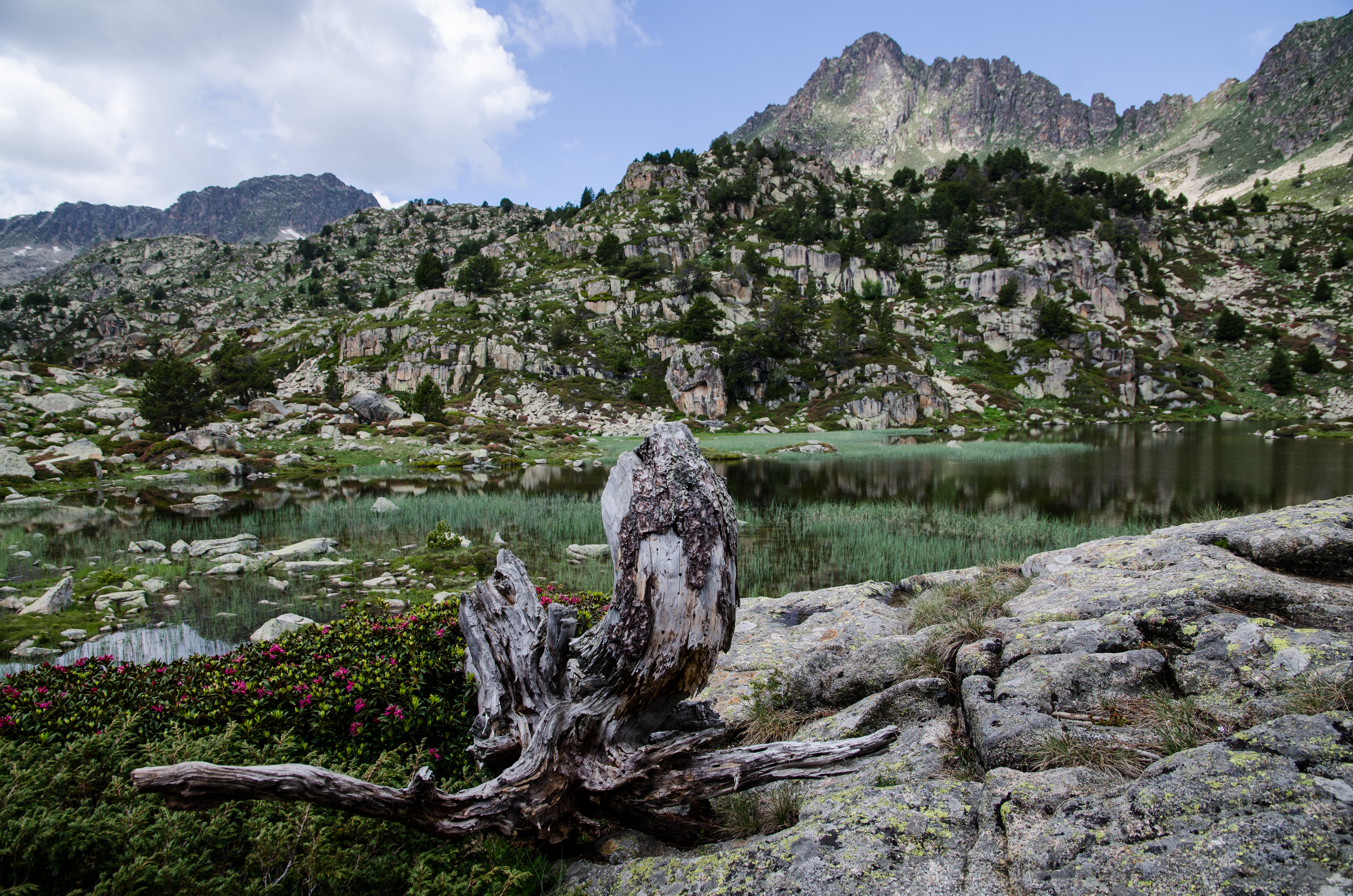

## Faune et flore
- Omble de fontaine[12]
- Truite fario[12]